# Município de Goshen (condado de Mahoning, Ohio)
Localização do Ohio nos E.U.A.
O município de Goshen (em inglês: Goshen Township) é um município localizado no condado de Mahoning no estado estadounidense de Ohio. No ano de 2010 tinha uma população de 3 243 habitantes e uma densidade populacional de 38,17 pessoas por km².

## Geografia
O município de Goshen encontra-se localizado nas coordenadas 40° 57′ 00″ N, 80° 55′ 16″ O. Segundo o Departamento do Censo dos Estados Unidos, o município tem uma superfície total de 84.97 km², da qual 84,01 km² correspondem a terra firme e (1,13 %) 0,96 km² é água.

## Demografia
Segundo o censo de 2010, tinha 3 243 pessoas residindo no município de Goshen. A densidade populacional era de 38,17 hab./km².